# エイタン (装輪装甲車)
エイタン (Eitan,ヘブライ語: איתן) は、イスラエル陸軍およびイスラエル国防省の主導により開発され、2016年に公開された装輪式の装甲兵員輸送車である。エイタンは老朽化したM113装甲兵員輸送車の代替として開発が進められており、イスラエル軍にとっては初の本格的な"装輪式装甲兵員輸送車"となる。
名称の"エイタン"はヘブライ語で "断固とした、不動の" といった意味の形容詞で、同じくイスラエルで開発されている無人航空機にもエイタンの名が付けられた機種がある。

## 概要
イスラエル国防軍は1970年代からアメリカ製のM113装甲兵員輸送車を多数導入しており、より新しいナグマショット/アチザリット/ナメルといった装甲兵員輸送車の導入後も引き続き、様々な任務においてM113シリーズの運用を継続している。2014年のガザ侵攻作戦（プロテクティブ・エッジ作戦）において、ガザ地区に侵攻したゴラニ歩兵旅団所属のM113装甲兵員輸送車が対戦車ロケット弾による攻撃を受け搭乗していた兵士7名が死亡する事例があり、この時の戦訓を元にイスラエル軍で50年来に渡り使用が続けられている多数のM113装甲兵員輸送車シリーズの後継機種の開発が進められる事となった。
"エイタン"の名称で2016年8月に初めて公開された本車は、イスラエル軍にとっては初めての本格的な装輪式装甲車となる。エイタンの車体デザインは近年の同様の8×8輪装甲車、たとえばスイス製でアメリカ軍などで広く使用されているピラーニャ装甲車シリーズや、ドイツ連邦軍のボクサーGTKなど同様のレイアウトを持つが、V字型車体を持ち車高が高くまた最初から浮航能力は考慮されていないというように、より防御力に重点を置いた設計となっており、更にアクティブ防護システムのトロフィーAPSを搭載予定である。イスラエル国防省によれば、エイタンは世界でも最も防御力の高い装輪装甲車の一つであるとの事である。
イスラエル軍で多様な任務に使用されているM113の後継として開発されていることから、エイタンの車体はモジュール構造となっており、様々な任務に向けた派生車種を容易に開発可能となっている。例えば兵員輸送型では車体上に12.7mm M2重機関銃を搭載したラファエル製のミニ・サムソン RCWSのような遠隔操作銃塔が装備されるが、歩兵戦闘車型ではサムソン RCWS-30のような、30mmないし40mm機関砲や対戦車ミサイルを搭載した無人砲塔の搭載が検討されている。
エイタンの車体重量は30～35トン程度で、並行して配備されるナメル装甲兵員輸送車と比較して半分程度の重量に抑えられ、また1両あたりのコストもナメルの半分程度と見込まれている。一方、搭乗可能な兵士数は乗員3名を含む12名で、これはナメルと同等でM113よりも多くなっている。
搭載されるエンジンは750hpのターボチャージド・ディーゼルエンジンで、路上での速度は時速90kmとなっており、これは当然、従来イスラエル軍が運用してきた各種の装軌式の装甲兵員輸送車よりも速く、同時に運用されるナメルよりも迅速に戦場に到達できる事を意味する。各タイヤには空気圧中央制御システム (Central tire inflation system, CTIS)が装備され、またランフラットタイヤの採用により、すべてのタイヤがパンクした状態でも時速50kmで16km程度の走行が可能とされている。
エイタンの量産配備については2018年頃以降が予定されている。

## 比較
|          | 96式          | M1126       | CM-32       | ZBL-08      | ボクサー    | AMV          | ブーメランク   | エイタン     |
| -------- | ------------- | ----------- | ----------- | ----------- | ----------- | ------------ | -------------- | ------------ |
| 画像     |               |             |             |             |             |              |                |              |
| 全長     | 6.84 m        | 6.95 m      | 7.0 m       | 8.0 m       | 7.88 m      | 7.70 m       | 8.0 m          | 不明         |
| 全幅     | 2.48 m        | 2.72 m      | 2.70 m      | 2.1 m       | 2.99 m      | 2.80 m       | 3.30 m         | 2.80 - 3.0 m |
| 全高     | 1.85 m        | 2.64 m      | 2.30 m      | 3.00 m      | 2.37 m      | 2.30 m       | 3.00 m         | 2.5 - 3.00 m |
| 重量     | 約 14.5 t     | 約 16.47 t  | 約 22.0 t   | 約 21.0 t   | 25.2 - 33 t | 16 - 26 t    | 約 25 t        | 30 - 35 t    |
| 最大出力 | 360 hp        | 350 hp      | 450 hp      | 440 hp      | 805 hp      | 480 - 600 hp | 750 hp         | 750 hp       |
| 最高速度 | 100 km/h      | 100 km/h    | 105 km/h    | 105 km/h    | 103 km/h    | 100 km/h     | 100 km/h       | 90 km/h      |
| 乗員数   | 2名+戦闘員8名 | 2名+兵員9名 | 3名+兵員7名 | 3名+兵員7名 | 3名+兵員8名 | 3名+兵員12名 | 3名+兵員7～9名 | 3名+兵員9名  |